# جان اوتو (دوچرخه‌سوار)
جان اوتو (انگلیسی: John Otto; ۴ نوامبر ۱۹۰۰ – آوریل ۱۹۶۶) دوچرخه‌سوار اهل ایالات متحده آمریکا بود. وی در بازی‌های المپیک تابستانی ۱۹۲۰ شرکت کرده است.